# Stříbrná
Stříbrná (deutsch Silberbach) ist eine Gemeinde im Karlovarský kraj in Tschechien.

## Geographie

### Geographische Lage
Stříbrná liegt im böhmischen Teil des Westerzgebirges drei Kilometer nördlich von Kraslice und gehört zum Okres Sokolov. Die Ortslage erstreckt sich entlang des Stříbrný potok (Silberbach) von Nord nach Süd. Nordwestlich erheben sich der Tisovec (Eibenberg 807 m) und der Olověný vrch (Bleiberg, 802 m), im Nordosten liegt der Špičák (Silberbacher Spitzberg, 990 m).

### Gemeindegliederung

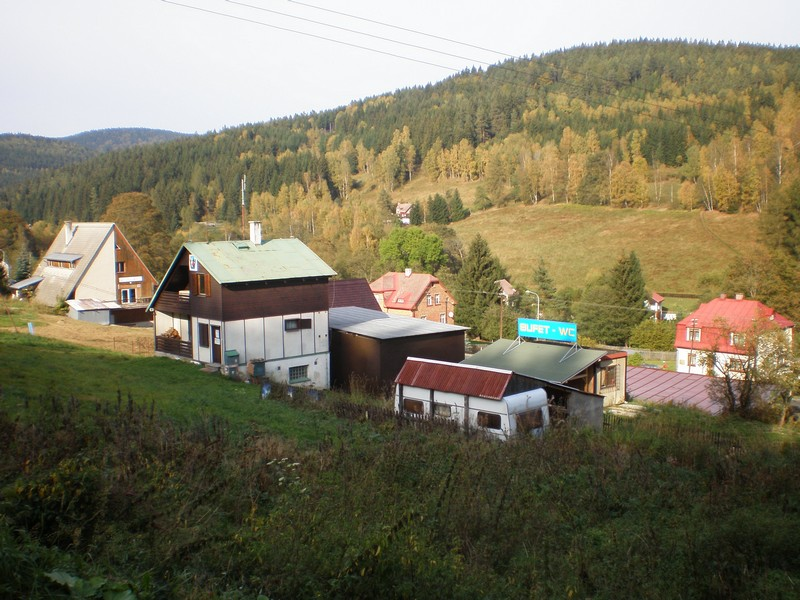
Stříbrná

Für die Gemeinde Stříbrná sind keine Ortsteile ausgewiesen. Grundsiedlungseinheiten sind Nová Ves (Neudorf) und Stříbrná (Silberbach). Zu Stříbrná gehört außerdem die Ansiedlung Nancy.
Das Gemeindegebiet gliedert sich in die Katastralbezirke Nová Ves u Kraslic und Stříbrná.

### Nachbargemeinden
Nachbarorte sind Nancy im Norden, Rolava im Nordosten, Přebuz und Nová Ves im Osten, Rotava im Südosten, Sklená und Kraslice im Süden, Zelená Hora und Tisová im Westen sowie Bublava im Nordwesten. Nördlich der tschechisch-deutschen Grenze liegt die Gemeinde Muldenhammer.
|                        | Muldenhammer                                |                         |
| Bublava (Schwaderbach) | Kompassrose, die auf Nachbargemeinden zeigt | Přebuz (Frühbuß)        |
| Kraslice (Graslitz)    | Rotava (Rothau)                             | Šindelová (Schindlwald) |

## Geschichte
Silberbach wurde 1601 im Graslitzer Bergbuch erstmals urkundlich erwähnt, als dem Balthasar Haidt zwei Fundgruben verliehen wurden. Vermutlich erfolgte die Besiedlung des Silberbachtales bereits deutlich früher, denn unterhalb des Tales verlief entlang der Zwodau durch Graslitz die alte Handelsverbindung von Erfurt nach Prag. Das Dorf gehörte zur Herrschaft Graslitz, mit der seit 1575 die Schönburger belehnt waren. Um 1601 betrieb Wolf Heinrich Geissler im Silberbachtal eine Schmelzhütte, die das in den Gruben am Eibenberg geförderte Erz verarbeitete. Das Wasser des Baches wurde für Zinnseifen genutzt und das Holz der Wälder zum Feuern der Schmelzöfen benötigt. 
Neben Bergleuten lebten hier anfänglich auch Holzfäller und Köhler. 1666 kaufte Johann Hartwig von Nostitz-Rieneck die Herrschaft. Zu dieser Zeit bestand das Dorf aus 25 Häusern und hatte etwa 250 Einwohner. Franz Anton von Nostitz-Rieneck verkaufte die Silberbacher Hütte 1771 an den Plattner Blaufarbenwerksbesitzer Johann Joseph Morbach, der hier Kobaltblau herstellen ließ. 1786 wurde in Silberbach auch Kupfer zu Drähten und Messing verarbeitet. 1793 errichtete Johann David Starck eine Vitriolfabrik. 
Friedrich Johann Chrysogon von Nostitz-Rieneck ließ nach seiner Heirat mit Anna Periez de Burdett für seine Frau im Tal des Baches Rájecký potok ein Jagdschlösschen und Forsthaus errichten. Anna Periez gab dem Tal den Namen Nancy. Nach der Aufhebung der Patrimonialherrschaften bildete Silberbach ab 1850 einen Ortsteil der Gemeinde Grünberg (Zelená Hora) im Bezirk Graslitz. In Silberbach lebten zu dieser Zeit 2050 Menschen. In den 1880er-Jahren erlangte Silberbach seine Eigenständigkeit. Wichtigste Erwerbsquelle der Bewohner wurden im 19. Jahrhundert die Stickerei und Klöppelei sowie die Herstellung von Perlmuttwaren. 
Nancy wuchs im 19. Jahrhundert zu einer recht eigenständigen Ortschaft heran. In dem langgestreckten Ortsteil befanden sich eine Glashütte, eine Schneidmühle, eine Spinnerei, eine Schule, das Gasthaus „Zum Ende der Welt“, weitere Wirtschaften sowie die Sodafabrik Adolf Dörfler. Noch heute (Stand 2014) findet man am ehemaligen Standort der Wirtschaft „Zum Ende der Welt“ einen Baum, in dessen Stamm eine Blechtafel mit dem Hinweis auf die ehemalige Herberge eingewachsen ist. Dort hatte auch der Schriftsteller und Heimatforscher Paul Apitzsch genächtigt. Der Silberbacher Ortsteil Nancy selbst wurde nach dem Zweiten Weltkrieg fast vollständig abgerissen und ist heute eine Wüstung.
1895 entstand in Silberbach ein eigener Friedhof. 1909 wurde die Kirche geweiht. Insgesamt hatte Silberbach vier Schulen. Mit 4414 Einwohnern im Jahr 1910 war Silberbach die größte Gemeinde des Karlsbader Kreises. Zur Gemeinde gehörten die 18 Ortsteile Farbmühle, Neuhof, Hof, Bau, Karrengrund, Bleizeche, Baumatzengrund, Annagasse, Hansenhäuser, Grund, Glashütte, Tobisenberg, Matzenwinkel, Peterwinkel, Pumawinkel, Berg, Hofwiese und Leopoldgasse. Zwischen 1901 und 1910 errichtete Franz Anger eine große Textilfabrik. Anger engagierte sich für den Bau der Kirche und gründete 1901 den Kirchbauverein. Nach dem Münchner Abkommen 1938 wurde Silberbach dem Deutschen Reich zugeschlagen und gehörte bis 1945 zum Landkreis Graslitz. 1939 hatte Silberbach 3872 Einwohner. 
Nach dem Ende des Zweiten Weltkrieges kam Silberbach zur Tschechoslowakei zurück; die deutschen Bewohner wurde vertrieben. 1948 hatte Silberbach nur noch 1044 Einwohner. Im selben Jahre wurde die Gemeinde in Stříbrná umbenannt. Im Jahre 1953 wurde Nová Ves eingemeindet. Im Zuge der Gebietsreform von 1960 wurde der Okres Kraslice aufgelöst; Stříbrná kam am 1. Januar 1961 zum Okres Sokolov. 1976 lebten in der Gemeinde 622 Menschen. 1978 wurde die letzte Schule im Ort geschlossen.

### Einwohnerentwicklung
| Jahr | Einwohnerzahl |
| ---- | ------------- |
| 1869 | 2.338         |
| 1880 | 2.781         |
| 1890 | 2.760         |
| 1900 | 3.538         |
| 1910 | 4.414         |

| Jahr | Einwohnerzahl |
| ---- | ------------- |
| 1921 | 3.867         |
| 1930 | 3.554         |
| 1950 | 742           |
| 1961 | 911           |
| 1970 | 655           |

| Jahr | Einwohnerzahl |
| ---- | ------------- |
| 1980 | 523           |
| 1991 | 401           |
| 2001 | 432           |
| 2011 | 418           |

## Wappen
Beschreibung: Das silberne Feld mit der grünen ausgerissenen Tanne ist vom blauen Schildfuß durch einen Wellenschnitt mit silberner Kugel getrennt.

## Kultur und Sehenswürdigkeiten

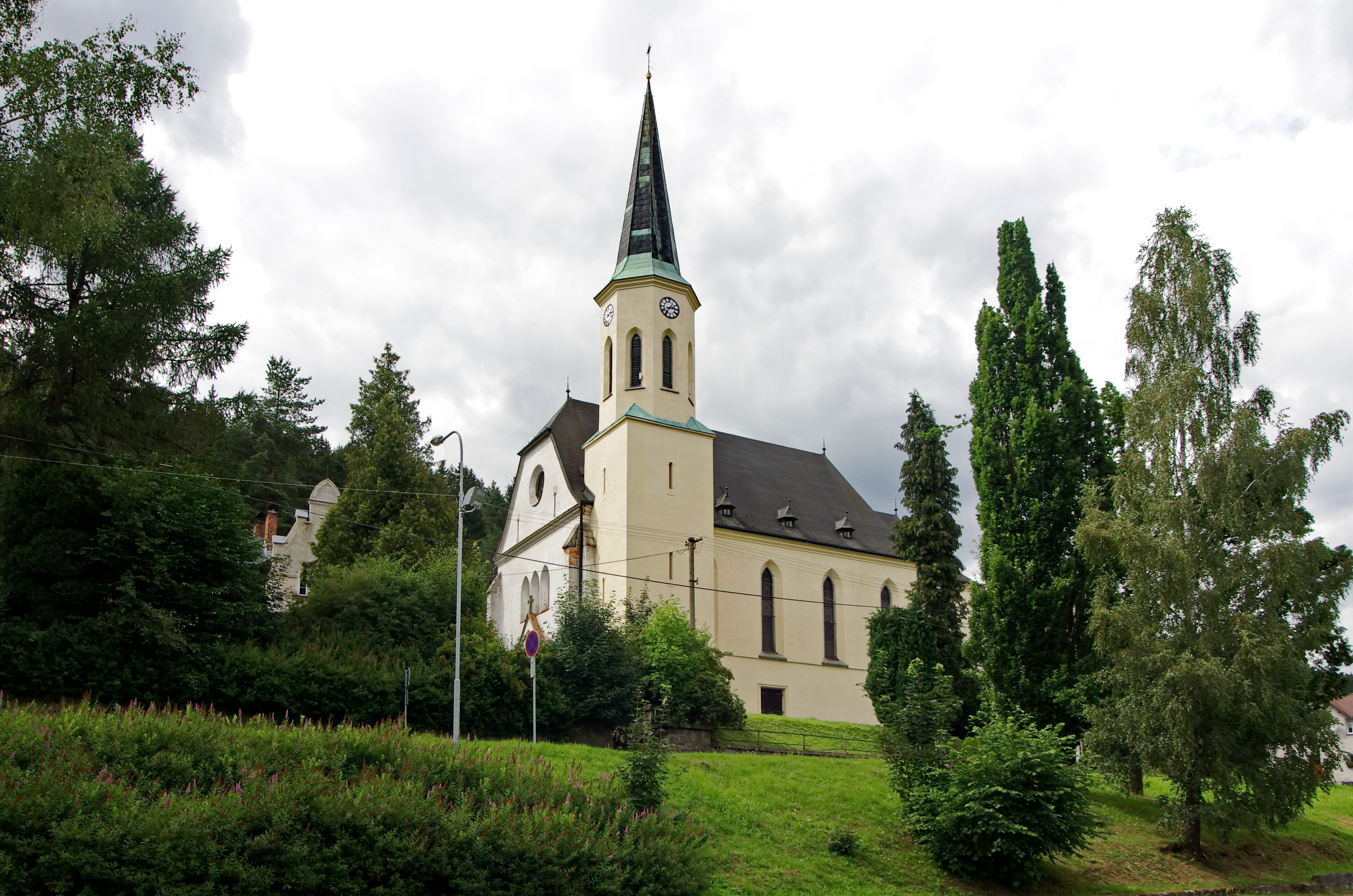
Herz-Jesu (Stříbrná)

- Kirche Herz-Jesu, erbaut 1909 von August Hochberger aus Graslitz. Zwischen 1901 und 1908 hatte der Kirchbauverein die Mittel für den Bau des Gotteshauses gesammelt. Die Weihe nahm der Prager Erzbischof Leo Skrbenský von Hříště vor.

## Persönlichkeiten

### Söhne und Töchter der Gemeinde
- Roland Dörfler (1926–2010), deutscher Maler
- Roland Meinl (1929–2007), deutscher Unternehmer
- Horst Glassl (1934–2022), deutscher Historiker

### Im Ort lebten und wirkten
- Franz Gruss (1891–1979); der Graslitzer Maler errichtete 1924 in Silberbach ein Blockhaus mit Atelier.
- Jan Štván (* 1958); der Musiker und Komponist wuchs in Stříbrná auf.
- Karel Vedral (* 1937); der Maler stellte Motive des Ortes in seinen Bildern dar.